# Premio E. M. Forster
El premio E. M. Forster es un galardón anual dotado con $20,000 dólares que se concede a un escritor irlandés o británico como fondo para realizar viajes por Estados Unidos. El premio, que lleva el nombre del novelista inglés E. M. Forster, es otorgado por la Academia Estadounidense de las Artes y las Letras. La academia nombra un comité rotativo para seleccionar al escritor ganador.

## Ganadores
- Robert MacFarlane 2017
- Sinéad Morrissey 2016
- Adam Thirlwell 2015
- Sarah Hall 2014
- Adam Foulds 2013
- David Mitchell 2012
- Rachel Seiffert 2011
- Dan Rhodes 2010
- Paul Farley 2009
- John Lanchester 2008
- Jez Butterworth 2007
- Geoff Dyer 2006
- Dennis O'Driscoll 2005
- Robin Robertson 2004
- Andrew O'Hagan 2003
- Helen Simpson 2002
- Marina Carr 2001
- Carol Ann Duffy 2000
- Nick Hornby 1999
- Kate Atkinson 1998
- Glyn Maxwell 1997
- Jim Crace 1996
- Colm Tóibín 1995
- Janice Galloway 1994
- Sean O'Brien 1993
- Timothy Mo 1992
- Alan Hollinghurst 1991
- Jeanette Winterson 1990
- A. N. Wilson 1989
- Blake Morrison 1988
- Julian Barnes 1986
- Humphrey Carpenter 1984
- F.T. Prince 1982
- Bruce Chatwin 1979
- David Cook 1977
- Jon Stallworthy 1976
- Seamus Heaney 1975
- Paul Bailey 1974
- Margaret Drabble 1973
- Frank Tuohy 1972